# Paul-Henri Sandaogo Damiba
Paul-Henri Sandaogo Damiba, né le 2 janvier 1981 à Ouagadougou (Burkina Faso), est un militaire et homme d'État burkinabè, président de la Transition du Burkina Faso du 31 janvier au 30 septembre 2022.
Le 24 janvier 2022, à la tête du Mouvement patriotique pour la sauvegarde et la restauration, il conduit un coup d'État contre le président Roch Marc Christian Kaboré et devient président du Faso. Il est renversé le 30 septembre 2022 par le capitaine Ibrahim Traoré.

## Biographie

### Enfance et études
Il est né le 2 janvier 1981[réf. nécessaire]
Issu du Prytanée militaire de Kadiogo, Paul-Henri Sandaogo Damiba est diplômé de l’École militaire de Paris. Il est titulaire d’un master 2 en sciences criminelles du Conservatoire national des arts et métiers (CNAM) de Paris et d’une certification d’expert de la défense en management, commandement et stratégie.

### Carrière militaire
Paul-Henri Sandaogo Damiba, est un lieutenant-colonel et commandant de la 3e région militaire burkinabè couvrant Ouagadougou, Manga, Koudougou et Fada N'Gourma. Il est un ancien élément de l'ex-Régiment de sécurité présidentielle (RSP), ancienne garde présidentielle de Blaise Compaoré, qu'il quitte en 2011.
Il est issu de la promotion 1992 du Prytanée militaire de Kadiogo (PMK) et de la 7e promotion de l'Académie militaire George Namoano de Pô.
Depuis décembre 2021, il était le commandant de la 3e région militaire nommé par le président Roch Marc Christian Kaboré.

### Lutte contre le terrorisme
Paul-Henri Sandaogo Damiba était, de 2015 à 2019, le responsable des militaires dans les régions du Sahel à Dori et du Nord à Ouahigouya, période qu'il commente avec un ouvrage intitulé Armées ouest-africaines et terrorisme : réponses incertaines ?.

## Coup d'État et transition
Le 24 janvier 2022, Paul-Henri Sandaogo Damiba renverse le régime de Roch Marc Christian Kaboré par un coup d'État,, qui le porte à la tête du Mouvement patriotique pour la sauvegarde et la restauration, la junte militaire de transition.
Le 31 janvier, un acte fondamental rétablit la Constitution et accorde au lieutenant-colonel Damiba le titre de président du Faso. Le 10 février, le Conseil constitutionnel le déclare président du Burkina Faso. Il prête serment le 16 février.
La charte de la transition, adoptée le 1er mars et qui abroge l'acte fondamental, fait de lui le président de la Transition pour trois ans. Il est investi le lendemain.
Il nomme Albert Ouédraogo comme Premier ministre le 3 mars,,.
Le 12 septembre, il s'octroie le portefeuille de la Défense.

### Destitution et exil au Togo
Le 30 septembre 2022, Paul-Henri Sandaogo Damiba est destitué par un coup d'État dirigé par le capitaine Ibrahim Traoré. Il démissionne le 2 octobre après huit mois au pouvoir  et s'exile au Togo.
En juillet 2024, il adresse un courrier à Ibrahim Traoré, devenu président de Transition du Burkina Faso, dans lequel il s’inquiète de la dégradation de la situation sécuritaire et de possibles exactions contre des civils. 
Accusé par le gouvernement burkinabé d'organiser des « tentatives de déstabilisation » depuis le Togo, Paul-Henri Sandaogo Damiba est radié des forces armées burkinabé en novembre 2024, aux côtés de 15 autres officiers, par Ibrahim Traoré.

## Ouvrage
- Armées ouest-africaines et terrorisme : réponses incertaines ?, Éditions Les 3 colonnes, 2021, 158 p. (ISBN 9782383261353)